# Зерук Анатолій Анатолійович
Анатолій Анатолійович Зерук (21 листопада 1967, с. Пояски, Олевський район, Житомирська область, Українська РСР, СРСР — 19 березня 2022, Олешки, Херсонська область, Україна) — майстер спорту міжнародного класу України, ексрекордсмен України з марафонського бігу. Штаб-сержант Збройних сил України, героїчно загинув у боях за Херсонську область у ході російського вторгнення в Україну.

## Біографія
Народився 21 листопада 1967 у с. Пояски Олевського району Житомирської області. Закінчив Коростенську школу-інтернат. Під час навчання почав займатися легкою атлетикою у тренера П. Беха в Коростенській дитячо-юнацькій спортивній школі. Після закінчення школи служив у спортивній роті Збройних сил СРСР. Після служби закінчив Вінницький державний педагогічний університет імені Михайла Коцюбинського.
Зі шкільних років брав участь у міжнародних змаганнях. У 1998 році встановив національний рекорд України з марафонського бігу (2:11:50). Здобув багато нагород для України на міжнародних змаганнях із легкої атлетики, зокрема медалі у марафонах (золото у Енсхеде, Нідерланди, 1999; срібло у Любляні, Словенія, 2000; золото в Ельзаському марафоні, Франція, 2004; бронза у Вроцлавському марафоні, Польща, 2005).
Останніми роками активно займався велоспортом.
У 2019 вступив до Збройних сил України на контрактну службу. Загинув у березні 2022 року в боях за Олешки (Херсонська область) у ході російського вторгнення в Україну 2022 року.

## Військові нагороди
Орден «За мужність» III ступеня (19 березня 2022, посмертно) — за особисту мужність і самовіддані дії, виявлені у захисті державного суверенітету та територіальної цілісності України, вірність військовій присязі.

## Спортивні досягнення
Спортивні досягнення:
| Рік  | Змагання                               | Місто            | Місце    | Дисципліна | Примітки |
| ---- | -------------------------------------- | ---------------- | -------- | ---------- | -------- |
| 1993 | Чемпіонат України                      | Київ             | 4        | 10000 м    | 28:55.50 |
| 1996 | Чемпіонат України з легкої атлетики    | Київ             | 3        | 5000 м     | 14:07.58 |
| 1996 | 1                                      | 10000 м          | 29:34.60 |            |          |
| 1996 | Напівмарафон у Шомонті                 | Шомонт-ан-Вексен | 2        | півмарафон | 1:03:53  |
| 1996 | Напівмарафон у Сен-Дені                | Сен-Дені         | 19       | півмарафон | 1:03:57  |
| 1996 | Паризький марафон                      | Париж            | 11       | марафон    | 2:14:42  |
| 1996 | Реймський марафон                      | Реймс            | 8        | марафон    | 2:12:43  |
| 1997 | Півмарафон                             | Лілль            | 17       | півмарафон | 1:06:09  |
| 1997 | Гамбургський марафон                   | Гамбург          | 6        | марафон    | 2:13:42  |
| 1997 | Марафон в Ейндховені                   | Ейндховен        | 6        | марафон    | 2:13.30  |
| 1998 | Київський кубок олімпійських чемпіонів | Київ             | 4        | 5000 м     | 13:52.37 |
| 1998 | Чемпіонат України з легкої атлетики    | Київ             | 4        | 5000 м     | 14:17.3  |
| 1998 | European Cup 1st League Group A        | Будапешт         | 8        | 5000 м     | 14:52.59 |
| 1998 | Марафон в Ейндховені                   | Ейндховен        | 6        | марафон    | 2:11:50  |
| 1999 | Турнір у Щецині                        | Щецин            | 3        | 20000 м    | 1:01:39  |
| 1999 | Марафон в Енсхеде                      | Енсхеде          | 1        | марафон    | 2:16:31  |
| 2000 | Чемпіонат України                      | Київ             | 8        | 5000 м     | 13:59.39 |
| 2000 | 3                                      | 10000 м          | 29:28.03 |            |          |
| 2000 | Адлерський півмарафон                  | Адлер            | 5        | півмарафон | 1:04:08  |
| 2000 | Берлінський півмарафон                 | Берлін           | 10       | півмарафон | 1:04:46  |
| 2000 | Пільський півмарафон                   | Піла             | 9        | півмарафон | 1:06:27  |
| 2000 | Римський марафон                       | Рим              | 16       | марафон    | 2:16:21  |
| 2000 | Віденський марафон                     | Відень           | 5        | марафон    | 2:14:47  |
| 2000 | Люблянський марафон                    | Любляна          | 2        | марафон    | 2:15:27  |
| 2001 | Реймс                                  | Реймс            | 11       | 3000 м     | 8:16.59  |
| 2001 | Лісабонський марафон                   | Лісабон          | 3        | марафон    | 2:18:50  |
| 2002 | Кубок Поділля                          | Вінниця          | 2        | 5000 м     | 14:26.00 |
| 2003 | Кубок Поділля                          | Вінниця          | 2        | 5000 м     | 14:24.9h |
| 2003 | Чемпіонат України                      | Київ             | 10       | 5000 м     | 14:02.81 |
| 2003 | 9                                      | 10000 м          | 29:19.72 |            |          |
| 2003 | Вроцлавський марафон                   | Вроцлав          | 3        | марафон    | 2:17:29  |
| 2003 | Ла-Рошельський марафон                 | Ла-Рошель        | 6        | марафон    | 2:17:43  |
| 2004 | Вроцлавський марафон                   | Вроцлав          | 2        | марафон    | 2:16:45  |
| 2004 | Ферреттський марафон                   | Ферретт          | 1        | марафон    | 2:24:27  |
| 2005 | Вроцлавський марафон                   | Вроцлав          | 3        | марафон    | 2:15:39  |